# Riccardo Santolamazza
Riccardo Santolamazza (Roma, 14 febbraio 1983) è un cestista italiano.

## Carriera
Cresce cestisticamente nella Fortitudo Roma dove oltre a partecipare a tre finali nazionali (allievi, cadetti, juniores), fa parte per tre anni della prima squadra, militante in serie C1, inanellando tre salvezze consecutive. A diciotto anni viene aggregato tramite doppio tesseramento alla Würth Roma. Ha esordito nella massima serie con la Virtus Roma di Attilio Caja il 24 aprile 2002 contro il Fabriano Basket.
Finita la stagione e la scuola, conclusasi con il diploma al liceo classico Seneca di Roma, inizia l'avventura in serie B d'Eccellenza: 2002-2003 a Montichiari (BS), poi per tre anni si trasferisce in Sicilia a Patti, dove raggiungerà sempre i playoff e al terzo anno addirittura da testa di serie. Nel 2006-2007 veste la casacca dell'Everlast Firenze dove però salta i primi tre mesi per un fastidioso infortunio alla caviglia. Nella stagione 2007-08 firma un biennale con l'Angelico Biella tornando nella massima serie ma trovando poco spazio. L'anno dopo Biella lo gira in prestito in Legadue alla Carmatic Pistoia, dove trova più spazio, con buoni risultati e contribuendo alla salvezza della squadra che dopo un pessimo girone di andata sembrava spacciata. Nel 2009-2010 viene messo sotto contratto dal Basket Anagni, che disputa la Serie B Dilettanti, con la quale conquista la promozione in Serie A Dilettanti. Nella stagione 2010-2011 firma un prolungamento di contratto con l'Anagni Basket, di cui diventa il capitano. Nella stagione 2011-12 milita ancora in maglia bianco-rossa in Serie A Dilettanti. Nella stagione 2014-2015 diventa capitano del Latina Basket.